# Championnat d'Israël de football 2003-2004
Navigation
Championnat d'Israël 2002-2003 Championnat d'Israël 2004-2005
Le Championnat d'Israël de football 2003-2004 est la 52e édition de ce championnat.

## Classement
| Rang | Équipe                  | Pts | J  | G  | N  | P  | Bp | Bc | Diff |
| ---- | ----------------------- | --- | -- | -- | -- | -- | -- | -- | ---- |
| 1    | Maccabi Haïfa           | 63  | 33 | 19 | 6  | 8  | 54 | 25 | +29  |
| 2    | Maccabi Tel-Aviv        | 57  | 33 | 16 | 9  | 8  | 35 | 22 | +13  |
| 3    | Maccabi Petah-Tikvah    | 56  | 33 | 16 | 8  | 9  | 49 | 34 | +15  |
| 4    | Hapoël Beer-Sheva       | 55  | 33 | 16 | 7  | 10 | 48 | 35 | +13  |
| 5    | Hapoël Tel-Aviv         | 49  | 33 | 13 | 10 | 10 | 47 | 37 | +10  |
| 6    | Bnei Yehoudah           | 45  | 33 | 12 | 9  | 12 | 34 | 41 | -7   |
| 7    | MS Ashdod               | 42  | 33 | 11 | 9  | 13 | 46 | 49 | -3   |
| 8    | Hapoël Petah-Tikvah     | 42  | 33 | 11 | 9  | 13 | 45 | 52 | -7   |
| 9    | Betar Jérusalem         | 39  | 33 | 10 | 9  | 14 | 32 | 42 | -10  |
| 10   | Hapoël Bnei Sakhnin     | 35  | 33 | 8  | 11 | 14 | 31 | 38 | -7   |
| 11   | Maccabi Netanya         | 31  | 33 | 8  | 7  | 18 | 28 | 52 | -24  |
| 12   | Maccabi Ahi Nazareth -3 | 27  | 33 | 8  | 6  | 19 | 40 | 62 | -22  |

|  | Champion |
|  | Relégué  |

## Bilan de la saison
| Tableau d'Honneur                |                     |
| Compétition                      | Vainqueur           |
| Championnat d'Israël de football | Maccabi Haïfa       |
| Coupe d'Israël de football       | Hapoël Bnei Sakhnin |

| Promotions et relégations |                                      |
| Relégués en Liga Leumit   | Maccabi Netanya Maccabi Ahi Nazareth |
| Promus en Ligat ha'Al     | Hapoël Haïfa Hapoël Nazrat Ilit      |